# Ósip Piátnitski
Ósip Arónovich Piátnitski (transliteración del cirílico Осип Аронович Пятницкий (17 de enero de 1882 Ukmergė, Kaunas, Lituania - 29 de julio de 1938, Moscú) fue un revolucionario ruso.
Su verdadero apellido era Tarshis. Colaboró con Lenin desde 1902, cuando introdujo de contrabando en Rusia propaganda política facilitada por este.
Fue dirigente de la Otdel mezhdunaródnoi sviazi (OMS) del Comintern, desde su fundación en 1921.

## Arresto y ejecución
En 1937 intentó abiertamente organizar dentro del Comité Central del partido bolchevique la oposición a la campaña represiva de Stalin conocida como la "Gran Purga." En el plenario del Comité Central manifestó objeciones sobre las masacres y expresó dudas acerca de los cargos contra camaradas del partido. También llamó a Stalin tirano y estafador, acusaciones todas ellas de las que se negó a retractarse. A consecuencia de su postura crítica en 1937 fue destituido de sus cargos en el Comité Central y expulsado del partido. Posteriormente fue arrestado por el NKVD. Este acto de coraje crítico contra la represión de Stalin fue extremamente inhabitual. Fue arrestado (y según testimonios orales, torturado salvajemente durante dos largos períodos en dos cárceles distintas), posteriormente sentenciado a muerte en juicio sumarísimo y ejecutado junto a otros 137 arrestados bajo la misma orden firmada personalmente por Stalin, en julio de 1938.

## Represión a su familia
Según cuenta Figes, su mujer y sus dos hijos fueron desalojados del apartamento que ocupaban después de la detención de Piátnitski. El hijo mayor, Ígor, de 16 años, fue detenido y condenado a 5 años por agitación antisoviética. En 1941 le fue aplicada una nueva condena de 5 años. Finalmente volvió a Leningrado en 1948. Tras un breve período, fue detenido nuevamente y condenado por agitación a otros 5 años que tuvo que cumplir en el complejo penitenciario de Norilsk.
Su mujer Yulia también fue detenida en 1939 y enviada al campo de trabajo de Kandalaksha junto a su hijo Vladímir de 12 años. Vladímir pudo escaparse y llegar hasta Moscú, donde vivió escondido por distintas familias de antiguos compañeros de su padre. Entre estas familias estaban los Logurov, cuyo padre era secretario personal de Stalin. Al comprender por una discusión que oyó a los Logurov que los ponía en peligro se entregó al Soviet de Moscú y acabó en un orfanato.
Yulia fue transferida al campo de trabajo de Karagandá en Kazajistán para cumplir una condena de 5 años provocada por la denuncia de 3 compañeras que la habían oído quejarse de la arbitrariedad de la detención de su marido. En este campo, un guardia se encaprichó de ella, pero al verse rechazado, la destinó a la construcción de un dique donde trabajaban 16 horas metidos en el agua. Yulia acabó por enfermar. La dolencia que contrajo causó alarma entre los guardias que la obligaron a quedarse en el corral de ovejas donde se le declaró. Allí mismo murió y fue enterrada.
Ósip Piátnitski fue rehabilitado a título póstumo en 1956.